# Perlesta shawnee
Perlesta shawnee és una espècie d'insecte plecòpter pertanyent a la família dels pèrlids que es troba a Nord-amèrica: Alabama, Illinois, Indiana, Carolina del Nord i Virgínia.